# Economia do Império do Brasil
A economia do Império do Brasil era voltada para a exportação de matérias-primas (exceto o açúcar que era um derivado industrial já transformado da gramínea da cana). O mercado interno era pequeno, devido à falta de créditos e a quase completa subsistência das cidades, vilas e fazendas do país que se dedicavam à produção de alimentos e a criação de animais. Durante a primeira metade do século XIX, o Estado imperial investiu pesadamente na melhoria das estradas e detinha por sua vez, um bom sistema de portos que possibilitava uma melhor troca comercial e comunicação entre as regiões do país.
A economia do Brasil era extremamente diversificada no período pós-Independência, mas foi necessário um grande esforço por parte do governo monárquico para realizar a transmutação de sistema econômico puramente escravocrata e colonial para uma economia moderna e capitalista. Contudo, a monarquia fora capaz de manter até o fim de sua existência o extremamente notável crescimento econômico iniciado com a vinda do então príncipe-regente dom João ao Brasil. Isto foi possível, em parte, graças ao liberalismo adotado pelo regime monárquico, que favorecia a iniciativa privada.
Para um país carente de capitais, seria necessário investir o tanto quanto possível nas exportações, buscando alcançar uma balança superavitária. Contudo, tal feito fora complicado pela completa falta de produtos manufaturados no país, que resultou num aumento considerável das importações, criando um déficit contínuo. A maior parte das importações eram tecidos, vinhos, sabões, comestíveis, perfumarias, dentre outros. Até a década de 1850, itens como carvão, maquinaria, cimento, ferro, ferramentas e artigos de ferro representavam 11% das importações brasileiras em relação à Grã-Bretanha. Mas o processo de industrialização constante do Brasil faria com que este percentual alcançasse 28% em 1889.
Com o passar das décadas em que surgiram novas tecnologias e com o aumento da produtividade interna, as exportações aumentariam consideravelmente, possibilitando alcançar o tão almejado equilíbrio na balança comercial. Durante a década de 1820, o açúcar equivalia a cerca de 30%, o algodão 21%, o café 18% e couros e peles 14% do total das exportações, sendo Pernambuco o centro das produções açucareira e algodoeira. Apenas vinte anos depois, o café alcançaria 42%, enquanto o açúcar 27%, os couros e peles 9% e o algodão 8% do total das exportações. Entretanto, isto não significou uma diminuição na produção desses produtos, pelo contrário, mas "refletia uma diferença no crescimento relativo desses setores". Neste período de apenas vinte anos, as "exportações brasileiras dobraram em volume e triplicaram em valor nominal", enquanto seu valor em libras esterlinas aumentou em 40%.

## Concepção econômica

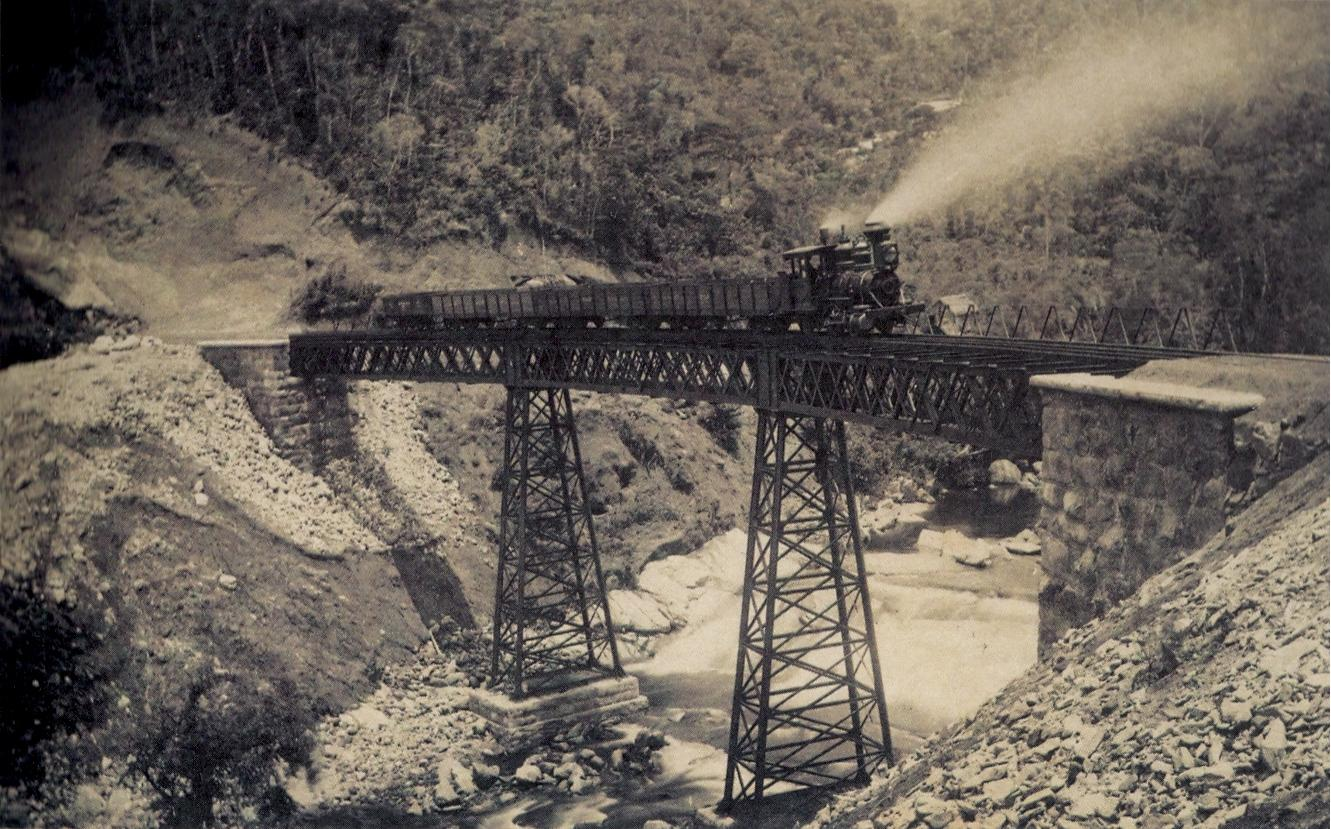
Estrada de ferro em Petrópolis, 1885. O advento dos trens tornou o transporte de carga menos oneroso e mais rápido, diminuindo consideravelmente o custo de produção.

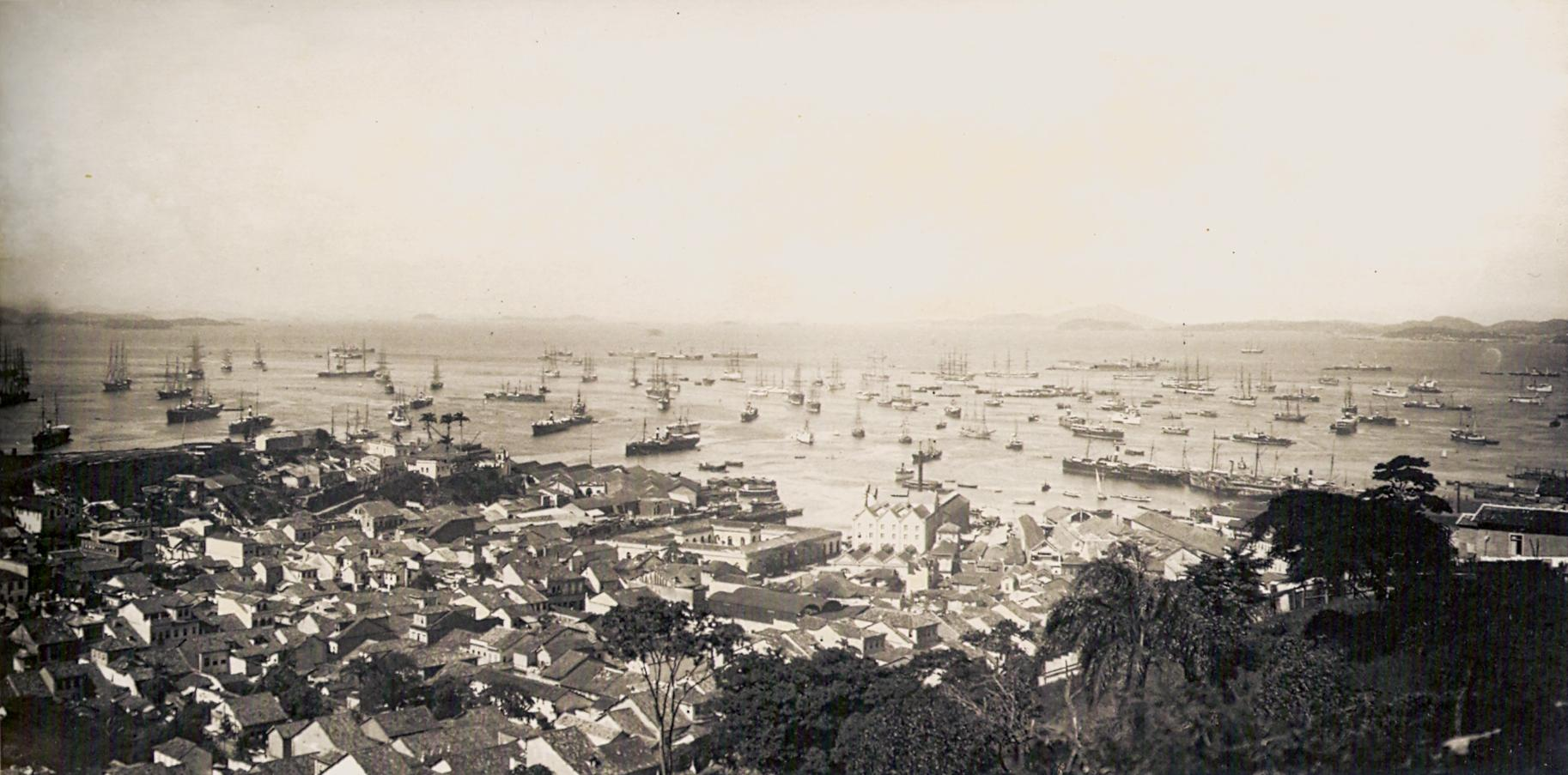
Vista do centro da cidade do Rio de Janeiro, 1889. O comércio exterior brasileiro cresceu a uma taxa média anual de 3,88% durante 47 anos.

As estatísticas e dados do período variam em qualidade, originando múltiplas estimativas dos principais indicativos econômicos.
Marcelo Paiva Abreu, com base nas estimativas de diversos historiadores econômicos que se debruçaram sobre a renda per capita do Império, acredita que uma "taxa de crescimento para a economia como um todo de 0,3% ou até 0,4% ao ano para o período imperial como um todo parece plausível."
O historiador econômico Angus Maddison, por sua vez, estima o produto interno bruto (PIB) per capita em 646 dólares internacionais (1990) para o ano de 1820 e 789 dólares para o final do Império, em 1889. Com base em tais dados, estimou o crescimento da renda per capita durante o Império em 0,2% a.a. Como parâmetro de comparação, os EUA cresceram de $1 361 (em 1820) para $3 392, a uma taxa de 1,3% a.a. e a Argentina saiu de $998 (em 1820) para $2 690, a uma taxa de 1,4% a.a.. A renda per capita media da América Latina em 1890 era estimada em torno de $1 052, maior, portanto que a renda per capita ao final do Império neste mesmo ano ($770).
Em estimativa mais otimista, o jornalista e historiador Hélio Vianna indica o valor do PIB de 50.000:000$000 em 1840, vindo a atingir a cifra de 500.000:000$000 em 1889 (uma taxa de crescimento anual de 4,81% desde 1840). Boris Fausto, comparando o crescimento econômico brasileiro ao da economia americana e a dos países europeus, principalmente a partir de 1850, disse que essa foi "muito bom". Segundo o historiador Manuel de Oliveira Lima, o Brasil do último ano da monarquia era "próspero e respeitado". O historiador Heitor Lyra também adota visão otimista:

"O Império, sob o ponto de vista do progresso e do desenvolvimento material do país, não foi o atraso e a estagnação, de que ainda hoje é acusado por quantos não se querem dar ao trabalho de estudar e conhecer melhor esse período da nossa História. E a verdade é o que o Brasil era, de fato, e de direito, sob este e outros aspectos, a primeira Nação da América Latina. Essa hegemonia ela iria conservar até o último dia da Monarquia".

Para se ter uma ideia do potencial econômico do país durante o Império, "caso tivesse podido manter o nível de produtividade conquistado em 1880 e conseguido ampliar as exportações com ritmo igual ao verificado na segunda metade do século XIX, sua renda per capita em 1950 seria comparável à da média dos países da Europa Ocidental, e o país não se teria atrasado tanto." 

## Agricultura
A agricultura no Brasil detinha um papel extremante importante: 80% das pessoas em atividade dedicavam-se ao setor agrícola, 13% ao de serviços e 7% ao industrial. No interior do país havia uma agricultura realizada pelos próprios produtores (sem a utilização de escravos), abastecendo o mercado local. Na região norte e nordeste ocorria o cultivo de algodão em conjunto com culturas de alimentos (para a própria subsistência e venda nos mercados locais), que era produzido por pequenos e médios lavradores. As grandes distâncias, que encareciam o custo do transporte, mais os impostos interprovinciais para o trânsito de mercadorias, restringiam consideravelmente a capacidade de distribuição por parte dos produtores destes setores voltados ao mercado interno.

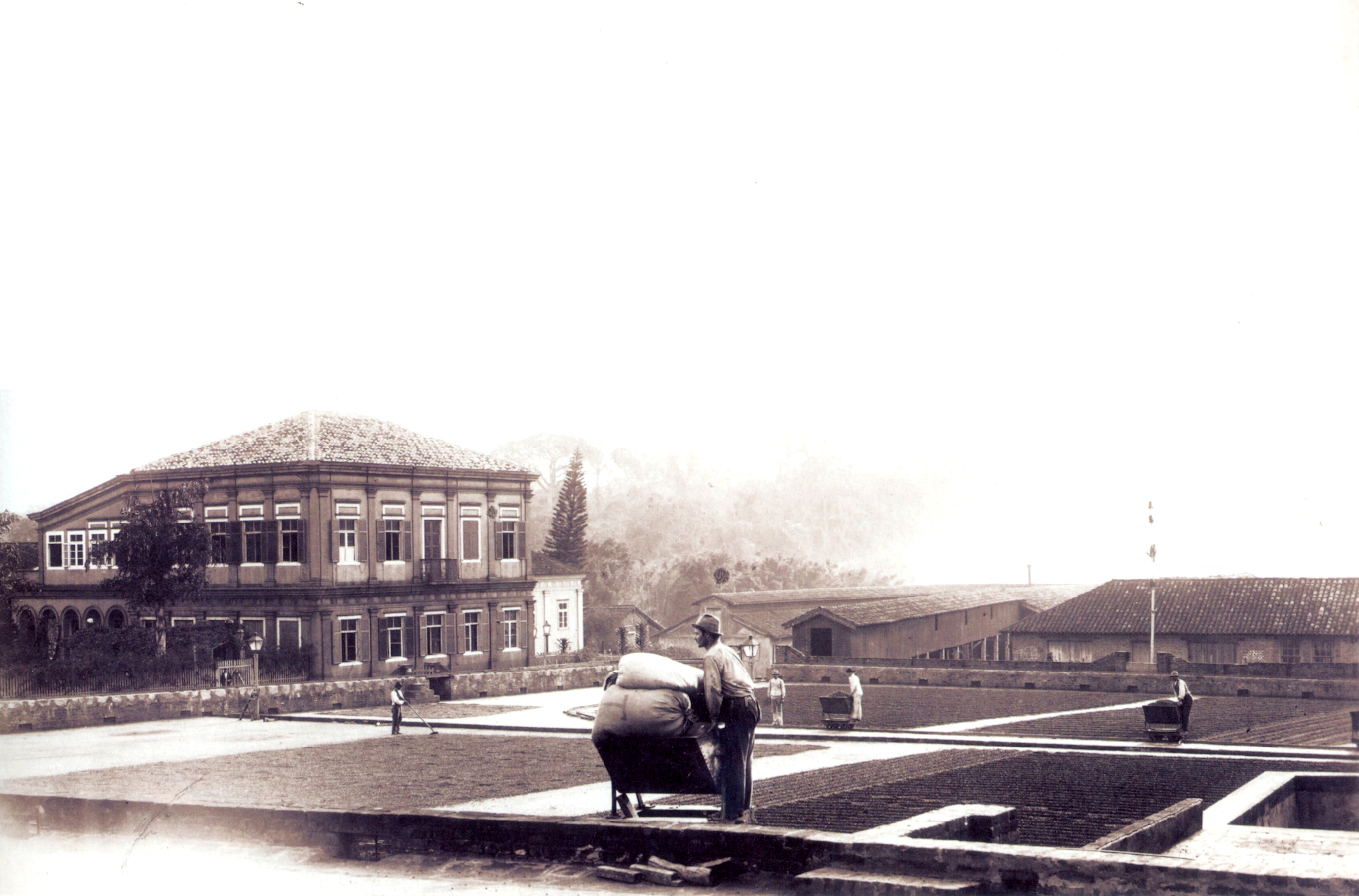
Fazenda Santa Genebra, província de São Paulo, 1880. Os produtores agrícolas buscaram modernizar seus empreendimentos para manter a competitividade no mercado internacional.

Na região sudeste, a produção de café que no início do Brasil independente respondia por percentual de apenas 3% nas exportações, foi se tornando a cada década mais e mais importante para a economia brasileira, principalmente devido ao aumento extraordinário no mercado consumidor internacional. As fazendas cafeeiras eram praticamente autossustentáveis, pois não só o café era produzido, mas também a alimentação e vestuário para os escravos, negando a possibilidade de surgimento de outros setores econômicos voltados para este mercado. Entretanto, a extinção do tráfico negreiro (e o consequente encarecimento no valor dos escravos) obrigou aos produtores a focarem na manutenção da mão de obra em detrimento da auto-sustentabilidade. Buscava-se, então, impedir uma alta nos custos da produção.
Para se manterem competitivos nos mercados internacionais, os produtores agrícolas com ajuda governamental buscaram modernizar a produção, adotando inovações técnicas e tecnológicas. No Norte e Nordeste do país, foram instaladas grandes unidades de processamento de cana-de-açúcar, chamados de engenhos centrais, que revolucionaram a economia tradicional. Estas usinas vieram a ocupar o lugar das antigas fábricas de açúcar que datavam do período colonial, efetivamente industrializando o setor.<refSodré 1998, p. 367</ref>Nas regiões cafeeiras, os produtores realizaram a transição da mão de obra escrava para a paga, com a absorção dos imigrantes estrangeiros que chegavam aos milhares a cada ano e também de ex-escravos. Os benefícios eram muitos, mas o principal era o barateamento do custo de produção, pois o sustento de escravos revelara-se mais oneroso que o pagamento de salários a trabalhadores livres. A província de São Paulo foi a melhor logrou sucesso nessa empreitada, realizando a transição do antigo sistema econômico escravocrata para o moderno capitalista. A província do Rio de Janeiro, contudo, se revelou incapaz de assimilar as novas tendências do mercado, preferindo manter a utilização de mão de obra escrava até o fim, o que eventualmente causaria o seu colapso. O governo imperial não se limitou a facilitar o crédito para a compra de equipamentos modernos ou a vinda de imigrantes, mas também diminuiu vários impostos para colaborar com o esforço de modernização da produção agrícola do país. Um destas medidas ocorreu em 1874 quando o gabinete Rio Branco fixou em 40% a taxa de imposto para todas as mercadorias importadas (e que viria a incentivar a indústria nacional), ao mesmo tempo em que criou franquias aduaneiras para importações relacionadas a plantas vivas, sementes, raízes, bulbos e aparelhos mecânicos com o intuito de desenvolver a agricultura.

## Comércio externo

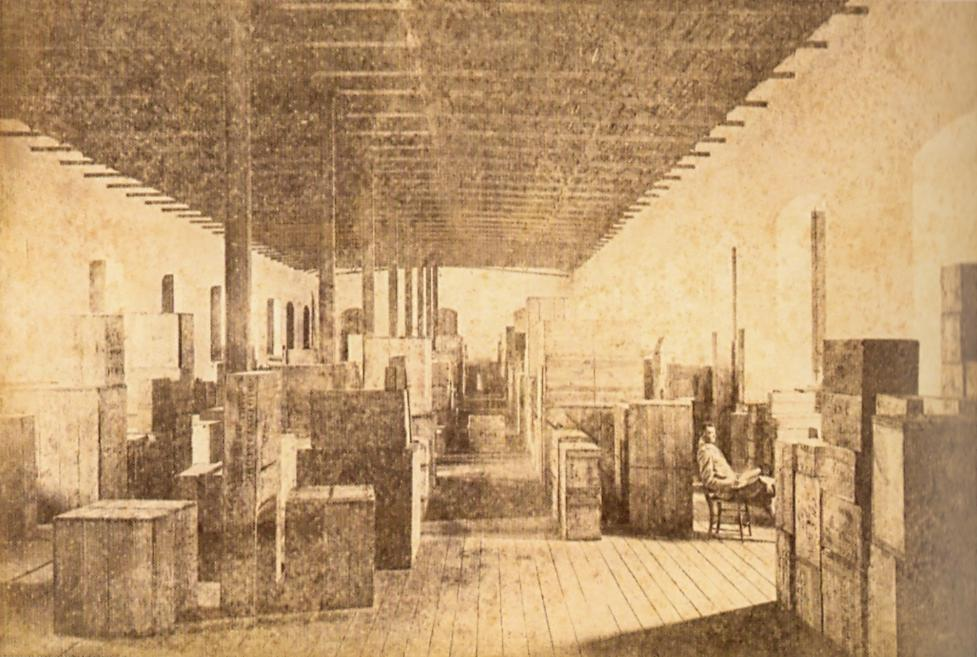
Armazém da alfândega da cidade de Belém, província do Pará, c.1870.

Entre os anos 1821 e 1825, exportou-se 41 174 toneladas de açúcar, que atingiu o valor de 238 074 toneladas entre 1881 e 1885. Até 1850 a produção de borracha fora insignificante, mas em entre 1881 e 1890, alcançou o terceiro lugar nas exportações brasileiras. Foram ao todo cerca de 81 toneladas entre 1827 e 1830, atingindo 1 632 toneladas em 1852, e em 1900 foram 24 301 452 toneladas. Exportou-se também, cerca de 3 377 000 toneladas de café entre 1821 e 1860, enquanto entre 1861 e 1889 alcançou 6 804 000 toneladas. A inovação tecnológica também contribuiu para o crescimento das exportações, como citado anteriormente. A principal razão foi à adoção da navegação a vapor e de ferrovias, que permitiu ao transporte de carga tornar-se bem menos oneroso e muito mais rápido. O valor absoluto das exportações do Império em 1850 era o mais elevado da América Latina (o triplo da Argentina, que estava em quarto lugar) e manteria esta posição (inclusive em termos econômicos gerais) até o final da monarquia.
O comércio exterior, ou seja, importação e exportação somadas, acumulavam um valor total de 79.000:000$000 entre 1834 e 1839 para atingir 472.000:000$000 em 1886 (taxa de crescimento anual de 3,88% desde 1839). A partir de 1859, a balança comercial entre importação e exportação se equilibra até esta última tornar-se maior que a primeira em 1865. Após 1874, a balança comercial fica claramente favorável, tendo as exportações números bem mais altos que a importação. A maior parte das exportações brasileiras eram produtos agrícolas. No entanto, as exportações norte-americanas de produtos agrícolas respondiam por um percentual que variava em torno de 73% a 83% entre os anos 1850 e 1900 de todas as vendas externas, para efeitos de comparação.

## Indústria
A Indústria brasileira data do início do século XIX através de oficinas de trabalho. Os estabelecimentos surgiram em sua maioria no Sudeste brasileiro (sobretudo nas províncias do Rio de Janeiro, Minas Gerais e, mais tarde, em São Paulo), mas também no Nordeste do país (em Pernambuco e na Bahia). Cerca de 77 estabelecimentos registrados entre 1808 e 1840 foram classificados como "fábricas" ou "manufaturas". Contudo, a maior parte, cerca de 56 estabelecimentos, na realidade se encaixavam na categoria de "oficinas artesanais" e estavam voltados para os ramos de sabão e velas de sebo, rapé, fiação e tecelagem, alimentos, fundição de ferro e metais, lã e seda, dentre outros. Utilizavam como mão de obra tanto trabalhadores livres como também escravos.

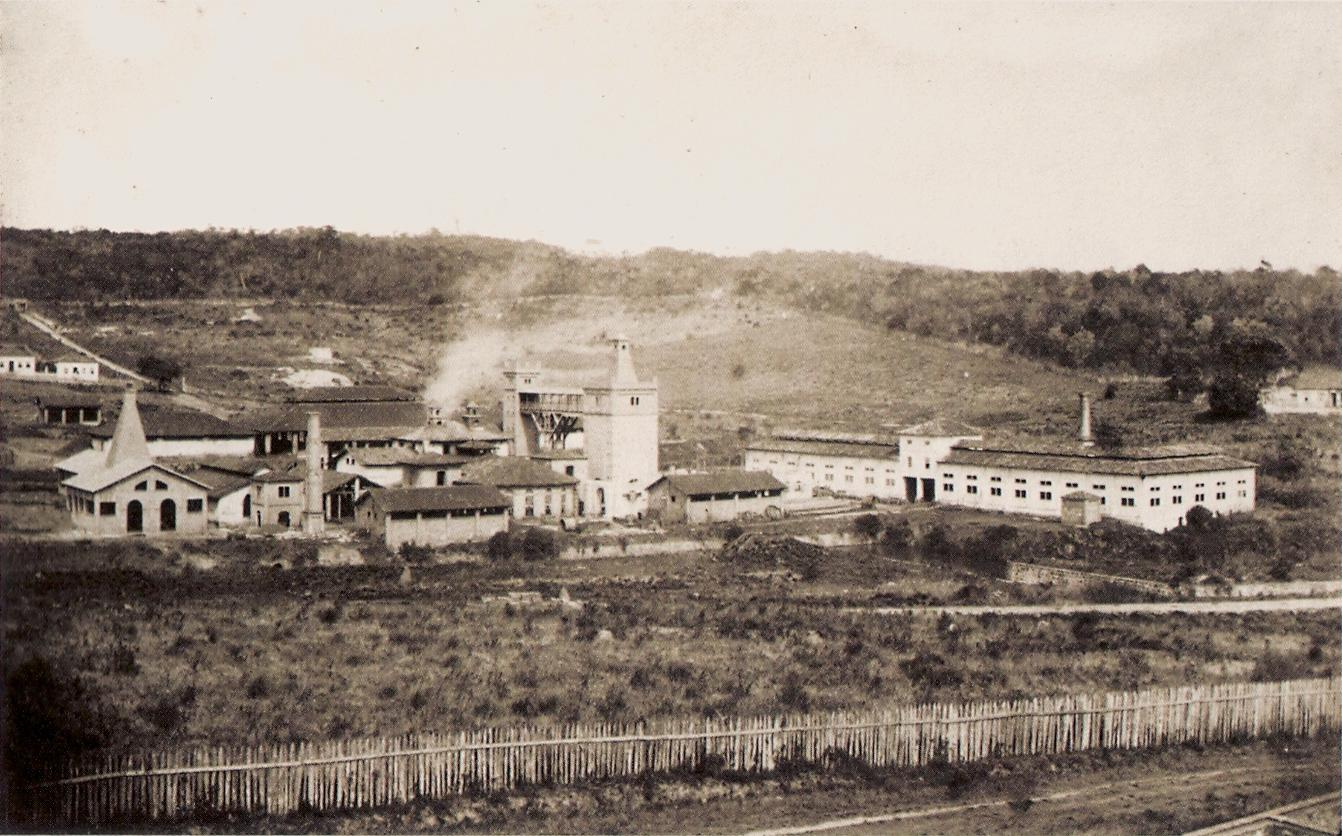
Fábrica de Ferro de São João de Ipanema em Sorocaba, província de São Paulo, 1884.

Havia vinte estabelecimentos que poderiam ser considerados de fato manufatureiros, e deste total, treze foram criados entre os anos 1831 e 1840. Eram todos, contudo, de pequeno e porte e se assemelhavam mais a oficinas artesanais maiores do que a fábricas de propriamente ditas. Entretanto, atuavam em ramos extremamente diversos, tais como: chapéus, pentes de tartaruga, ferraria e serraria, fiação e tecelagem, sabão e velas, vidros, tapetes, oleados, etc.. Provavelmente causada pela instabilidade do período regencial, apenas nove destes estabelecimentos ainda estavam em funcionamento em 1841, mas em compensação, eram de grande porte e poderiam ser consideradas um "prenuncio de uma nova era para as manufaturas". As razões pelo qual foi extremamente limitado o advento de manufaturas reais anteriormente a década de 1840 ocorreram devido: a autossuficiência das regiões do país (principalmente das fazendas de café e cana-de-açúcar, que produziam seus próprios alimentos, vestuário, equipamentos, etc.), a falta de capitais e o alto custo da produção. Este último, por exemplo, impossibilitava as manufaturas nacionais de competirem com produtos estrangeiros, apesar de alguns já utilizarem máquinas, pois a maior parte da matéria-prima era importada.

Sociedade Auxiliadora da Indústria Nacional, que congregava interesses da classe industrial.

A promulgação da tarifa Alves Branco, entretanto, viria a modificar tal quadro. Tinha por objetivo aumentar a arrecadação do Estado e incentivar o crescimento da indústria nacional, logrando sucesso em ambas as empreitadas. A súbita proliferação de capital foi direcionada para investimentos nas áreas de serviços urbanos, transportes, comércio, bancos, indústrias, etc.. A maior parte do capital investido nas indústrias foi direcionado ao ramo têxtil. Contudo, num crescimento industrial sem precedentes, surgiram múltiplos estabelecimentos manufatureiros, tais como de: fundição e maquinaria, sabão e velas, vidros, cerveja, vinagre, galões de ouro e prata, calçados e cordoaria, couros, calçados e cordoaria, sabão e velas, chapéus e tecidos de algodão. Também pode ser citada a criação de uma indústria metalúrgica em Ponta da Areia, na cidade de Niterói, que inclusive construiu navios a vapor. Já a indústria têxtil algodoeira do país surgiu no ano de 1826 em Pernambuco, mas não foi bem sucedida, e só duas décadas mais tarde, com a abertura de outras unidades, o setor foi se consolidando naquela província. Na Bahia, a produção têxtil iniciou-se em 1844. O setor têxtil foi dinâmico durante o período monárquico brasileiro e recebeu relevantes investimentos até 1890, quando entrou em declínio. Algumas modernizações ocorreram, principalmente entre 1840 e 1860, quando foram criadas fábricas de bom nível tecnológico capazes de competir com outros grandes centros internacionais. Em 1853, havia 8 fábricas de tecidos no Brasil. Vieram outras melhorias com a estabilização das fábricas e forjas voltadas para a produção de equipamentos e peças para a manufatura têxtil.

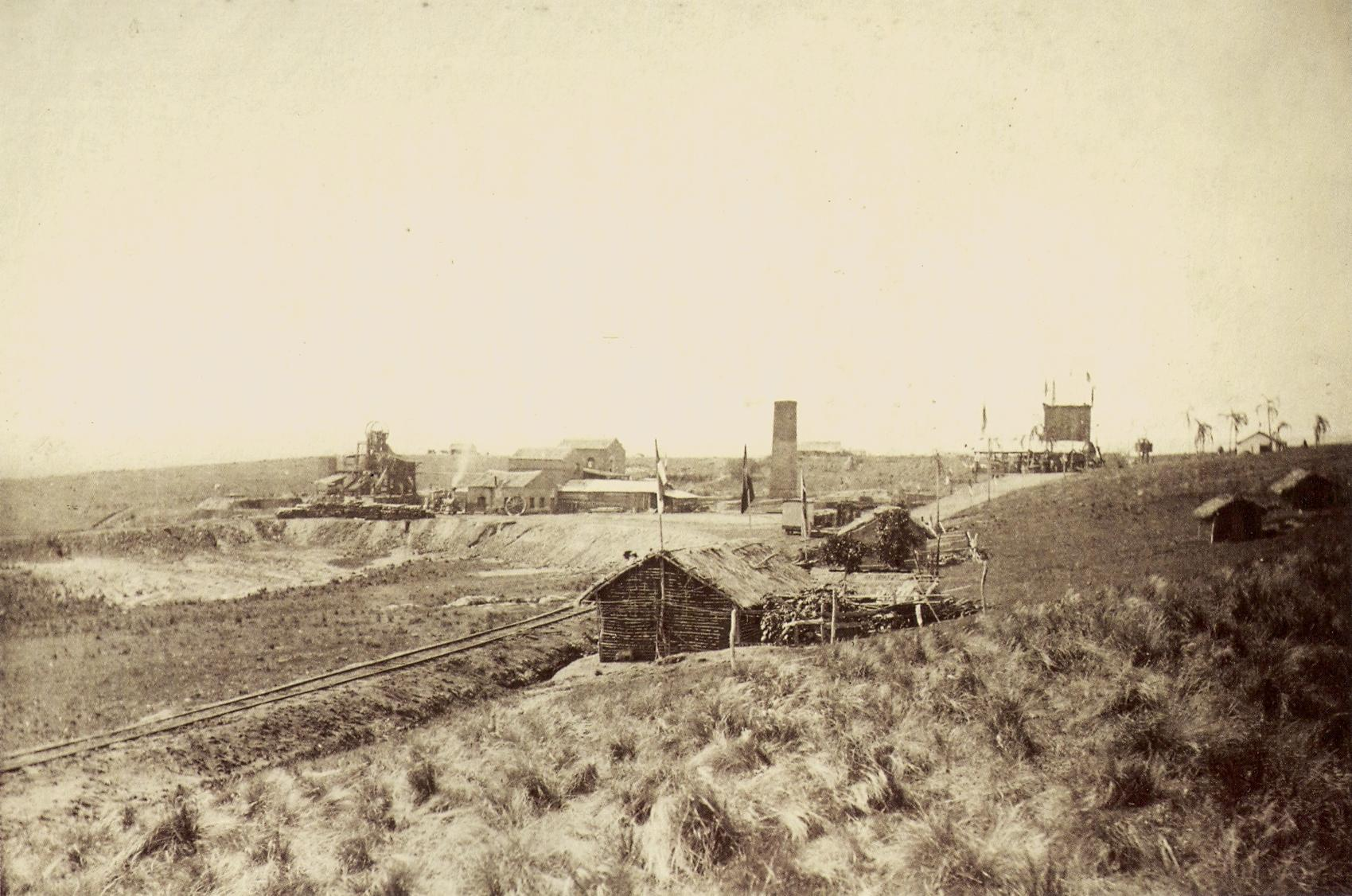
Poços petrolíferos em Arroio dos Ratos, província do Rio Grande do Sul, 1885.

A extinção do tráfico negreiro em 1850, ao contrário do que muitos autores alegam, não providenciou uma "liberação" de crédito para a área industrial. Tal afirmação não possui base documental alguma. Contudo, o capital antes empregado no tráfico foi direcionado a setores como os de: empresas de serviços urbanos, transportes, bancos e comércio. Mas é possível que tenha contribuído indiretamente para o crescimento do setor industrial através de empréstimos concedidos pós estabelecimentos bancários. Ao iniciar a década de 1850, havia cerca de 50 fábricas com capital superior a 7.000:000$000.
Diferente da visão costumeira acerca do tema, o governo imperial criou diversos incentivos para a industrialização do país. Os mais antigos datam ainda do reinado de dom Pedro I, através de concessões de subvenções governamentais. O primeiro estabelecimento a receber tal concessão foi a "Fábrica das Chitas", voltada para estamparia e papel, por decreto de 26 de junho de 1826. A prática foi retomada na década de 1840, quando novos estabelecimentos industriais receberam subvenções. Em 1857, sete manufaturas eram beneficiadas por esta prática de incentivo, dentre elas, o Ponta de Areia, de propriedade de Irineu Evangelista de Sousa (futuro visconde de Mauá). Um dos critérios exigidos para a concessão destas subvenções era o emprego exclusivo de trabalhadores livres. Buscava-se, então, não só a transição do antigo sistema econômico colonial para o moderno capitalista, mas também da mão de obra escrava para a livre. Outros incentivos ocorreram, como o decreto 8 de agosto de 1846 que isentava os produtos manufaturados de direitos de transporte (tanto no interior quanto no exterior), dispensava do recrutamento militar em determinado número de empregados dos estabelecimentos industriais e eliminava a taxação sobre peças e maquinário importados pelas fábricas têxteis. No ano seguinte, novo decreto datado de junho declarava que todos os estabelecimentos industriais em solo nacional estariam livres de impostos sobre matéria primas importadas. Desta maneira, os custos de produção da indústria nacional diminuíram consideravelmente, permitindo-a competir com produtos estrangeiros. A tarifa Alves Branco sofreu modificação em 1857, reduzindo para 15% as taxas sobre os produtos importados. Entretanto, no gabinete Rio Branco as taxas sobre produtos estrangeiros foi elevada novamente para 40%, e novas matérias primas receberam isenções tributárias sobre as importações.

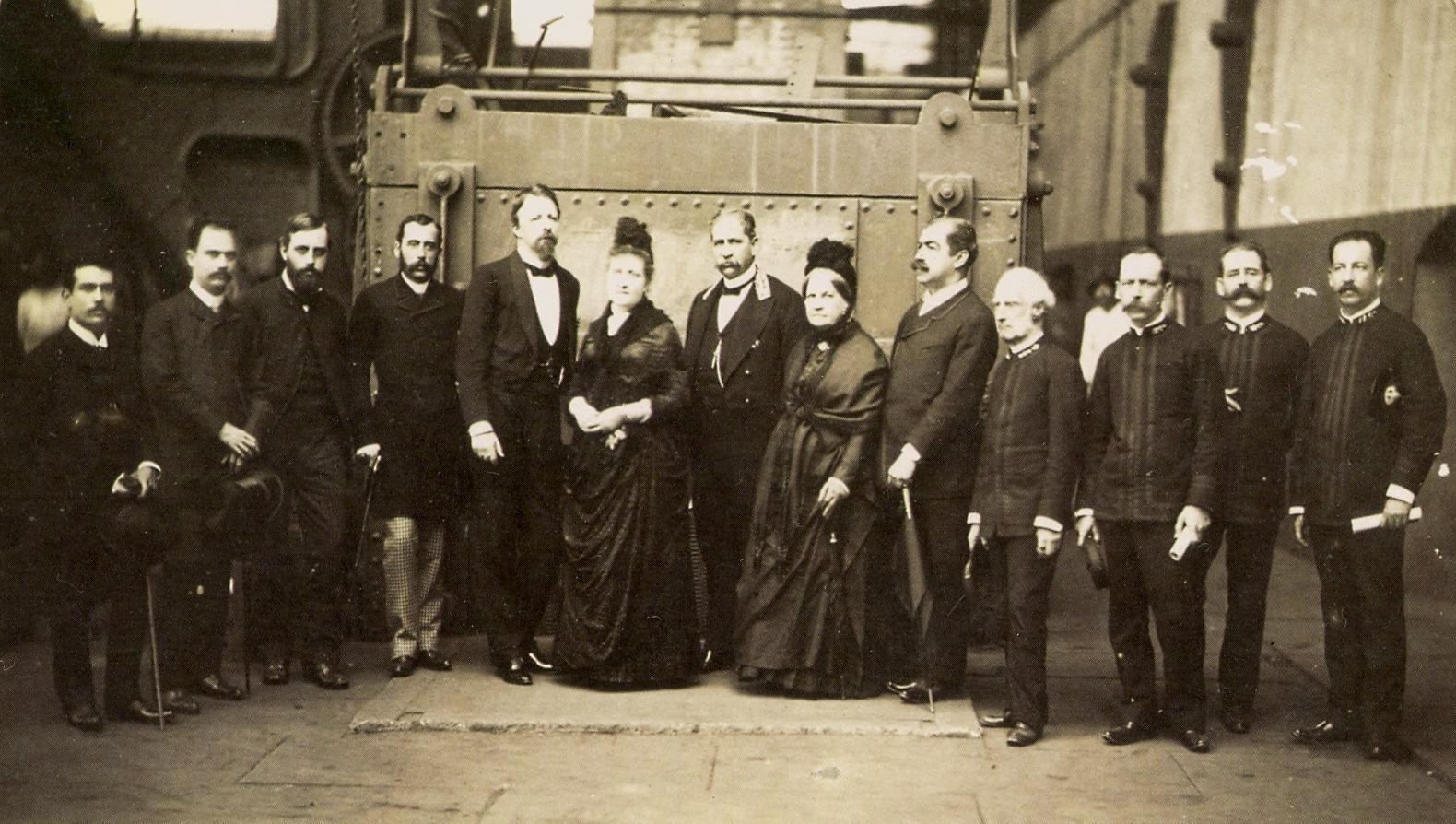
Gaston d´Orléans, conde d´Eu, e dona Isabel, Princesa Imperial, ao lado de oficiais em visita a usina dedicada a fabricação de armamentos militares, 1886

Ao final da década de 1860, ocorre um novo surto industrial causado por dois conflitos armados: a Guerra Civil norte-americana e a Guerra do Paraguai. Na primeira, a produção de algodão foi interrompida pelo bloqueio realizado pelas forças da União contra a Confederação. A segunda causou a emissão de moeda e o aumento de tarifas de importação para cobrir os gastos com o conflito. O resultado foi um grande estímulo não só para a indústria têxtil, mas também para outros setores, tais como: a química, de cigarro, de vidro, papel, de couro, de instrumentos ópticos e náuticos, etc.. Durante a década de 1870, graças a decadência da região cafeeira do vale do Paraíba e de algumas áreas de produção açucareira, muitos fazendeiros investiram não somente na indústria têxtil de algodão, mas também em outros setores manufatureiros. A implantação de uma malha ferroviária por todo o território nacional também estimulou o surgimento de novas atividades industriais, principalmente em São Paulo. A indústria naval também sofreu um grande impulso neste período. É a partir da década de 1870 que o processo de industrialização do Brasil se torna constante e revela uma grande expansão.
Em 1880 é criado a Associação Industrial, com a primeira diretoria eleita no ano seguinte, atuou no sentido de apoiar novos incentivos industriais e realizar propagandas contra os defensores de um Brasil essencialmente agrícola. Do capital empregado na economia brasileira até 1884, 9,6% era direcionado a indústria. A partir de 1885, este percentual cresce para 11,2%. Ao ser extinto em 1889, existiam sob o regime monárquico brasileiro 636 fábricas (taxa de crescimento anual de 6,74% 1850) com um capital de 401.630.600$000 (taxa de crescimento anual de 10,93% desde 1850). Deste valor, 60% estava empregado no setor têxtil, 15% na alimentação, 10% no químico, 4% no madeireiro, 3,5% no vestuário e 3% na metalurgia.

## Setor financeiro
Durante o início do período imperial havia um cenário de pluralismo bancário, com a existência de diversos bancos emissores de vales, uma espécie de nota bancária de caráter limitada, somente aceita no setor privado e com circulação restrita às províncias onde funcionava o banco. Durante o gabinete presidido por Joaquim José Rodrigues Torres (futuro Visconde de Itaboraí) em 1852-1853, decretou-se o monopólio da emissão de notas bancárias ao recém-criado Banco do Brasil, fruto da junção do Banco do Brasil, de Irineu Evangelista de Sousa, e do Banco Comercial do Rio de Janeiro.

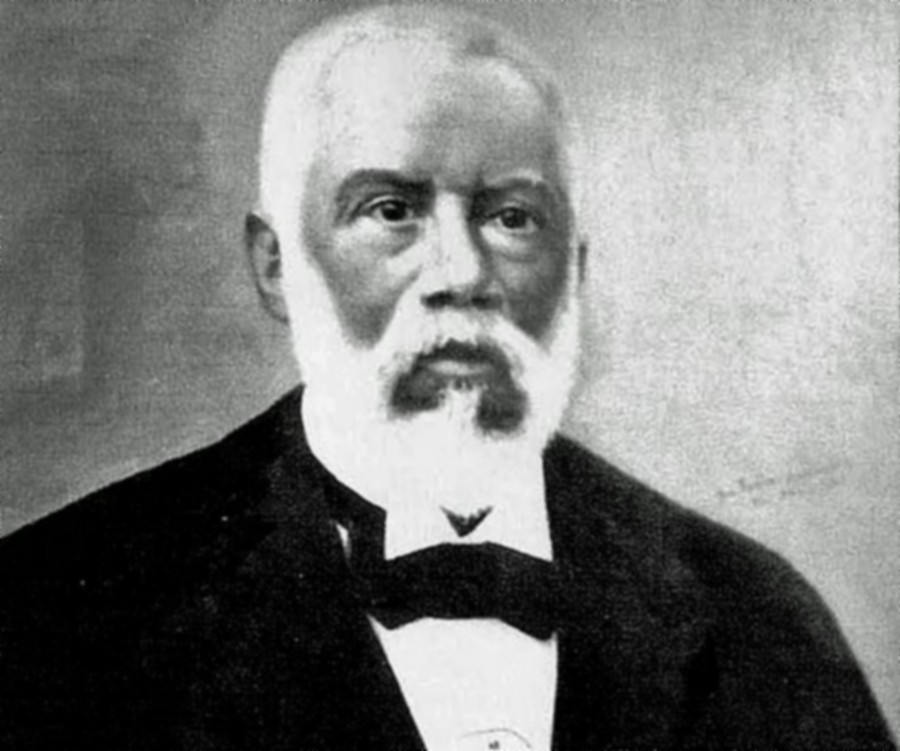
Francisco Paulo de Almeida, o barão de Guaraciaba, título concedido pela Princesa Isabel. Banqueiro, empresário e cafeicultor, um dos brasileiros negros mais ricos e bem-sucedidos do Império e, proprietário de aproximadamente mil escravos.

Com a ascensão de Pedro Araújo Lima (Marquês de Olinda) à presidência do gabinete em 1857, o liberal Bernardo de Souza Franco foi empossado no Ministério das Finanças, promovendo uma política econômica mais heterodoxa e permitindo o estabelecimento de outros seis bancos emissores no país e aumentando os limites de emissão bancária. Com a crise daquele ano e o novo gabinete presidido pelo Visconde de Abaeté em 1858, teria havido um movimento gradual de restabelecimento da política iniciada pelo Visconde de Itaboraí: empossado como presidente do Banco do Brasil pelo novo ministro das finanças Torres Homem, Itaboraí aos limites de emissão bancária anteriores; em 1860, a maioria conservadora da Câmara aprovou a chamada Lei dos Entraves, que, além de conter regras restritivas sobre os bancos de emissão, dificultava a criação de companhias e sociedades no Império, alterando o Código Comercial de 1850; e, por fim, em 1866, foi restaurado o monopólio de emissão, dessa vez pela Caixa de Amortização, órgão do Tesouro Público, e não mais pelo Banco do Brasil.
Segundo Villela, esse processo representava dois projetos antagônicos: um metalista-ortodoxo de Visconde de Itaboraí e um papelista-heterodoxo de Bernardo de Sousa Franco, dividindo também, de certa forma, conservadores e liberais. Enquanto o primeiro advogava por uma política monetária mais “dura”, presando pela estabilidade do meio circulante, o segundo sustentava uma política mais “frouxa”, que buscava uma taxa de juros mais baixas na economia através da concorrência bancária. O autor argumenta que esses projetos correspondiam, respectivamente, ao interesse da corte e da classe agroexportadora, na medida em que a estabilidade monetária significaria maior credibilidade das finanças públicas em sua demanda por crédito no mercado financeiro internacional, enquanto o setor agrícola demandava uma maior oferta de crédito na economia, e uma moeda desvalorizada, o que aumentaria sua competitividade no mercado internacional e maior poder de compra internamente.